# El Barranco, Aldama
El Barranco är en ort i Mexiko.   Den ligger i kommunen Aldama och delstaten Tamaulipas, i den centrala delen av landet, 400 km norr om huvudstaden Mexico City. El Barranco ligger 118 meter över havet och antalet invånare är 119.
Terrängen runt El Barranco är platt, och sluttar söderut. Runt El Barranco är det mycket glesbefolkat, med 7 invånare per kvadratkilometer. Närmaste större samhälle är Aldama, 14,8 km öster om El Barranco. Trakten runt El Barranco består till största delen av jordbruksmark.